# Cirrhilabrus joanallenae
Cirrhilabrus joanallenae là một loài cá biển thuộc chi Cirrhilabrus trong họ Cá bàng chài. Loài này được mô tả lần đầu tiên vào năm 2000.

## Từ nguyên
Từ định danh joanallenae được đặt theo tên của bà Joan Mary Allen, mẹ của tác giả Gerald R. Allen.

## Phạm vi phân bố và môi trường sống
C. joanallenae chỉ được biết đến chắc chắn tại phía bắc đảo Sumatra (Indonesia); tuy nhiên, phạm vi phân bố của loài này có thể mở rộng đến Sri Lanka, quần đảo Andaman và vùng biển phía tây nam Thái Lan.
Loài này sống gần các rạn san hô trên nền cát và đá vụn ở độ sâu khoảng 12–40 m.

## Mô tả
Chiều dài lớn nhất được ghi nhận ở C. joanallenae là 8,5 cm.
Vây đuôi bo tròn ở cá cái và cá đực. Vây bụng của cá đực rất dài và lớn, có màu đen. Mống mắt màu đỏ tươi. Cá đực có màu nâu đỏ sẫm ở thân trên, thân dưới và bụng màu trắng, đôi khi có đường sọc màu vàng nằm trên đường biên giữa hai vùng thân đỏ và trắng này. Vây đuôi màu xám đen với các vệt sọc màu xanh lam óng ở giữa vây. Vây lưng và vây hậu môn màu đỏ thẫm, viền xanh óng ở rìa với các hàng đốm xanh dọc theo chiều dài của vây. Cá cái màu đỏ, có các sọc ngang màu trắng ở hai bên thân, cũng như các vệt sọc ngắn trên đầu.
Cá đực mùa giao phối có vệt trắng ở ngay bên dưới vùng thân có tia gai nhô cao, phần lưng còn lại sáng màu vàng tươi, vây đuôi ánh màu xanh lam.
Số gai ở vây lưng: 11–12 (2 tia gai lưng đầu tiên vươn dài thành sợi ở con đực); Số tia vây ở vây lưng: 9; Số gai ở vây hậu môn: 3; Số tia vây ở vây hậu môn: 9; Số tia vây ở vây ngực: 15; Số gai ở vây bụng: 1; Số tia vây ở vây bụng: 5.

## Phân loại học
C. joanallenae được gộp vào một nhóm phức hợp loài cùng với Cirrhilabrus humanni, Cirrhilabrus morrisoni, Cirrhilabrus naokoae và Cirrhilabrus rubriventralis, đặc trưng bởi vây lưng vươn cao, vây đuôi bo tròn và vây bụng hình cánh quạt.
Những cá thể lai tạp giữa C. joanallenae và C. naokoae đã được ghi nhận tại phía bắc đảo Sumatra, nơi hai loài có cùng khu phân bố.

## Thương mại
C. joanallenae được thu thập trong ngành buôn bán cá cảnh.